# 岡瑟氏擬鈎鯰
岡瑟氏擬鈎鯰為輻鰭魚綱鯰形目甲鯰科的其中一種，為熱帶淡水魚，分布於南美洲蓋亞那淡水流域，體長可達12公分，棲息在底層水域，生活習性不明。